# Приключенията на Том Сойер
„Приключенията на Том Сойер“ (на английски: The Adventures of Tom Sawyer) е първият самостоятелен роман на американския писател Марк Твен, издаден през 1876 г.; дал началото на поредица от четири творби, с участието на заглавния персонаж Том Сойер.
Книгата разказва за детството на палаво и смело младо момче, развиващо се в района около река Мисисипи. Младежът се забърква в редица приключения: разкрива убийство, губи се в пещера, намира съкровище и се сблъсква с трепетите на първата любов.
Творбата е считана за една от най-обичаните и популярни произведения на Твен, спрягано за класика в американската литература. Известна сцена от романа е когато главния персонаж поверява възложената на него работа – да боядисва ограда, на свои приятели. Книгата е последвано от продължение, наречено „Приключенията на Хъкълбери Фин“, което е не по-малко успешно от предшественика си. По „Том Сойер“ са направени множество кино и телевизионни филми, комикс адаптации, няколко театрални постановки и мюзикъл.

## Сюжет
Внимание:  Текстът по-долу разкрива сюжета на произведението (или части от него)!
Том Сойер живее в малко градче Сент Питърсбърг, разположено покрай реката Мисисипи, заедно със строгата си леля Поли и своя полубрат Сид. Том е палаво момче, което непрекъснато притеснява своята настойничка. Заради мръсните си дрехи палавникът е наказан в събота да боядиса оградата. Хитрото дете обаче поверява задължението си на своите приятели, които дори му дават разни предмети, за да се насладят на „удоволствието“. Натрупаното съкровище Том го разменя за билети, с които успява, чрез измама, да получи безплатна Библия в неделното училище, въпреки че не знае и един библейски цитат. После присъства на служба, която го отегчава до крайност.
Беки Тачър, новото момиче в града, става поредната възлюбена на Том. В понеделник той се опитва да привлече вниманието ѝ, но е наказан от учителя. В обедната почивка Том предлага на Беки да са „сгодят“, но след като тя научва, че предишната му любов е Еми Лорънс, двамата влюбени се разделят. Вечерта палавото момче отиват с най-добрия си приятел Хъкълбери Фин на гробищата и стават неволни свидетели как градския пияница Мъф Потър и Индианеца Джо изравят труп за доктор Робинсън. Между тримата избухва свада, в която Потър е зашеметен, а докторът наръган от Джо. Двете момчета избягват и чрез кървава клетва си дават дума да не кажат на никой за станалото. На другия ден Потър, натопен от Джо, е заловен и затворен. Том започва да се измъчва от угризения на съвестта, към които се прибавят и любовните мъки, които поболяват момчето.
Огорчен от целия свят, хлапето, заедно с Фин и Джо Харпър, решават да станат пирати. Тримата избягват на самотен остров в реката Мисисипи, където си устройват лагер и си играят на пирати или индианци. Скоро в Том се заражда тъга към дома и посещава тайно леля си, от която научава, че хората в градчето мислят тримата бегълци за мъртви, и предстои тяхно опело в неделя. Момчето се връща при своите другари, зажаднели да се завърнат вкъщи също, и ги разубеждава да останат до неделята на острова. По време на собственото им опело, тримата се появяват пред погледите на изумените хора в църквата. Присъстващите ги приемат радостно, считайки случващото се за чудо. В училище Беки се прави на равнодушна към „възкръсналия“, но хлапето я спечелва отново, след като е набит с пръчка от учител, на който момичето е скъсало книжката.
Скоро започва процесът срещу Мъф Потър. За свидетел е призован Том. Той признава, че е присъствал на убийството на доктора и посочва истинския виновник. Индианеца Джо избягва през прозореца от съда. Следващите дни Том заживява в страх от беглеца, който жителите не могат да открият. През лятото, докато Том и Хък търсят заровено съкровище в изоставена сграда, се натъкват на Индианеца Джо, маскиран като глухоням испанец, заедно с поредния му съмишленик. Двамата престъпници открива заровени златни монети и решават да ги скрият в леговището на Джо – мърлява стая в една от странноприемниците в града. Хък започва да следи престъпниците всяка нощ, подпомаган от Том. Една от нощите момчето предотвратява плана за атака на двамата мъже върху вдовицата Дъглас. За благодарност старицата осиновява своя спасител.
Междувременно Том и Беки, присъстват на излет, от който се отдалечават; навлизат навътре в Магдъгаловата пещера и се изгубват. Уплашената Беки огладнява и Том решава да намери път навън. Докато се лута в тъмнината се натъква на Индианеца Джо, който не забелязва своя съперник. Децата остават в мрака три дни, преди да бъдат спасени. След спасението съдия Тачър заключва пещерата, в която Индианеца Джо умира от глад. Том и Хък се завръщат в пещерата и изравят скритите пари на злодея. Богатите момчета решават да основат разбойническа банда. Том разубеждава своя приятел да остане при вдовицата Дъглас.

## Персонажи
- Том Сойер (Tom Sawyer) – момче в предтийнейджърска възраст, главен персонаж на романа, което се откроява със своето палаво поведение, включващо бягане от училище, сбивания с други деца, дребни кражби и лъжи. Том е смело и находчиво дете с богато въображение, което непрекъснато се замесва в неприятности, заедно със своите приятели. По-нататък персонажът търпи развитие и е показан в по-чувствителна светлина, притежаващ силно чувство за справедливост и морална съвест. Повече суеверен, отколкото религиозен.
- Хъкълбери Фин (Huckleberry Finn) – един от приятелите на Том Сойер, който често го придружава в приключенията му. Фин е син на най-големия градски пияница, няколко години по-голям от своя другар. Момчетата от града завиждат на Хъкълбери заради изключителната му свобода: никой не се грижи за него, палавникът води скитнически живот, не посещава училище и е отритнат от местното население.
- Беки Тачър (Becky Thatcher) – дъщерята на съдията Тачър и възлюбена на Том. Беки е непознатото красиво момиче, в което главният персонаж се влюбва на мига. Тя притежава сини очи и руси коси, сплетени на две плитки. Малката Беки е представена като типична девойка от онова време – плаха, ранима и зависеща от мъжката половина. Подчертана е нейната ревнивост, когато разбира, че Том Сойер е бил сгоден за Еми Лорънс преди нея.
- Леля Поли (Aunt Polly) – сестра на покойната майка на Том Сойер и настоятелка на осиротялото момче и Сид, които живеят заедно с нея. Тя е строга и религиозна старица, която полага особени усилия, за да вкара Том в правия път, но опитите ѝ винаги се провалят. Зад суровата ѝ външност се крие любяща старица, твърде притеснена за своя племенник.
- Джо Харпър (Joe Harper) – най-добрият приятел на Том. Няма въображението и хитростта на своя другар, с което често е изтласкан на по-задна линия, под командването на Сойер. Джо е първото момче, обхванато от тъга за дома, когато той, Том и Хък си правят лагер на безлюдния остров.
- Индианеца Джо (Injun Joe) – главният злодей в историята – крадец и убиец, чийто планове са осуетени от Том Сойер. Джо е метис, за което често е обиждан и отритнат от хората. Води скиталнически живот.
- Мъф Потър (Muff Potter) – градски пияница, приятел на Индианеца Джо. Наивен мъж, когото Джо използва, за да го обвини в убийството на д-р Робинсън, извършено от самия обвинител. Потър е вкаран в затвора несправедливо.
- Вдовицата Дъглас (Widow Douglas) – добродушна и грижовна дама, която взема Хък под своето крило, за да го „цивилизова“, след като хлапето я спасява от набезите на Индианеца Джо. Описана е като обикновен и стриктен гражданин, който служи за пример.
- Д-р Робинсън (Dr. Robinson) – местен лекар, който плаща на Индианеца Джо и Мъф Потър да изровят трупа на Хос Уилям, за да прави медицински експерименти с него. Убит от Джо на гробищата заради стара вражда между него и разбойника.
- Сид Сойер (Sid Sawyer) – по-малкия брат (по-право не същи брат) на Том Сойер и негова пълна противоположност – послушно и сладко момче, което винаги слуша по-възрастните. Под ангелския му вид обаче се крие заядливо дете, което винаги е готово да натопи своя брат.
- Мери (Mary) – братовчедка на Том и дъщеря на леля Поли. Добродушна девойка, която се отнася мило с Том, но понякога и строго.
- Г-н Добинс (Mr. Dobbins) – строг и взискателен учител, който прибягва до пръчката в клас. Учениците му погаждат номер на края на учебната година.
- Съдия Тачър (Judge Thatcher) – окръжен съдия и баща на Беки Тачър, една от влиятелните личност в Сент Питърсбърг. Пристига в малкото градче от Константинопол – град на 12-ина мили, което за децата означава от много далеч.
- Бен Роджърс (Ben Rogers) – един от приятелите на Том Сойер, който за първи път се появява в главата „Славният бояджия“. Том се страхува от неговите подигравки.
- Алфред Темпъл (Alfred Temple) – ново момче в града, родом от Сейнт Луис. Беки го използва, за да ревнува Том. Алфред нацапва с мастило читанката на палавото момче.
- Мистър Уолтърс (Mr. Walters) – учител в неделното училище, описан като добродушен и вярващ човек.
- Джим (Jim) – чернокожо момче, най-младият роб на леля Поли. Участва в главата „Славния бояджия“.
- Еми Лорънс (Amy Lawrence) – първата любов на Том, която влиза в съперничество с Беки Тачър.

В историята присъстват редица персонажи, на които не се споменава името или са назовани по техните външни белези или националност. Такива са партньора на Индианеца Джо, който е определян като парцалив скитник, и старият уелсец, оказал помощ на Хък при спасението на вдовицата Дъглас.

## Издаване и адаптации
Романът е издаден за първи път през 1876 г. Първоначално е смятан за провал с продажби под 24 000 бройки за първата година – едва една трета от публикуваните копия. Предишната творба на Твен пътеписа „Глупаци в чужбина“ (излязла 1869) също търпи неуспехи с продажби ок. 70 000 копия. По време на смъртта на писателя, обаче „Том Сойер“ е едновременно американска класика и бестселър. Книгата дава начало на цяла поредица от още три книги, включваща главния герой Том Сойер и неразделния му приятел Хъкълбери Фин. Имената на другите произведения са: „Приключенията на Хъкълбери Фин“ (1884), „Том Сойер в чужбина“ (1894) и „Том Сойер детектив“ (1896). Единствено в „Хъкълбери Фин“ Том не е главен герой.

### Филмови адаптации
По литературната творба са направени няколко филмови екранизации, първата от която е ням филм от 1917 г., където главната роля е поверена на Джак Пикфорд. В следващите години редица деца актьори се превъплъщават в Том Сойер, сред тяха са Джеки Куган и Томи Кели. Последната адаптация по литературното произведение е лентата от 2014 г. „Том Сойер и Хъкълбери Фин“, с участието на Джоел Кортни и Джейк Остин. През 1981 г. в СССР се състои премиерата на съветски филм Приключенията на Том Сойер и Хъкълбери Фин

### Бродуейски мюзикъл
През 2001 г. „Приключенията на Том Сойер“ е поставена на Бродуей от Кен Людвиг, с музика и лирика от Дон Шлитц. Мюзикълът е включен в сезона 2001/02.